# Konstgjord kaviar
Konstgjord kaviar, tångkaviar eller vegetarisk kaviar är en livsmedelsprodukt som liknar kaviar, men tillverkas av tång. Produkten är billigare än äkta kaviar, och lämplig för vegetarianer.